# Euphonia luteicapilla
Eufónia-de-coroa-amarela ou gaturamo-de-coroa-amarela (Euphonia luteicapilla) é uma espécie de ave da família Fringillidae.
Pode ser encontrada nos seguintes países: Costa Rica, Nicarágua e Panamá.
Os seus habitats naturais são: florestas secas tropicais ou subtropicais , florestas subtropicais ou tropicais húmidas de baixa altitude e florestas secundárias altamente degradadas.